# Louis XVII của Pháp
Louis XVII (27 tháng 3 năm 1785 - 8 tháng 6 năm 1795), tên thật là Louis Charles, là người giữ tước hiệu Vua Pháp từ 21 tháng 1 năm 1793 tới 8 tháng 6 năm 1795.
Là con trai của Louis XVI và Maria Antonia của Áo, Louis XVII sinh tại Lâu đài Versailles bốn năm trước khi nổ ra Cách mạng Pháp. Tháng 6 năm 1791, hoàng gia bỏ trốn và bị bắt, giam giữ ở Tour du Temple. Ngày 21 tháng 1 năm 1793, Louis XVI lên máy chém, Louis XVII trở thành người thừa hưởng tước hiệu. Tuy vậy, Louis XVII cũng chết tại Tour du Temple ngày 8 tháng 6 năm 1795 khi mới 10 tuổi trong một dịch bệnh. Trước đó, Maria Antonia đã bị xử chém ngày 16 tháng 10 năm 1793.
Tước vị Vua Pháp sau đó thuộc về người chú của Louis XVII là Louis XVIII. Nhưng cũng phải đến năm 1814 Louis XVIII mới thực sự trị vì nước Pháp.